# Ladeira da Misericórdia
La Ladeira da Misericórdia fue la primera vía pública de la ciudad de Río de Janeiro, Brasil. Debió ser abierta en 1567 cuando se realizó la mudanza de la ciudad a la cima del morro do Castelo y era la principal vía de acceso a ella. Luego de la demolición del morro en 1922, quedó en pie sólo un pequeño trecho que actualmente está adyacente a la Iglesia de Nuestra Señora del Buen Suceso.
El año 2017 fue declarado patrimonio histórico por el IPHAN al ser uno de los vestigios más importantes del surgimiento de la ciudad de Río de Janeiro. 